# Phaonia grandaeva
Phaonia grandaeva är en tvåvingeart som först beskrevs av Zetterstedt 1845.  Phaonia grandaeva ingår i släktet Phaonia och familjen husflugor. Arten är reproducerande i Sverige. Inga underarter finns listade i Catalogue of Life.